# Engin Bekdemir
Engin Bekdemir (Beverlo, 7 februari 1992) is een Turks-Belgische voetballer die bij voorkeur links op het middenveld speelt. Zijn ouders komen oorspronkelijk uit Giresun, Turkije.

## Jeugd

### Beringen FC
Engin begint op de vroege leeftijd van vijf jaar aan zijn amateurcarrière bij het plaatselijke Beringen FC. Op achtjarige leeftijd werd hij gekozen tot speler van het toernooi in Eindhoven. Dit was de PSV-scouts niet ontgaan.

### PSV
Engin Bekdemir verhuisde op zijn achtste van Beverlo naar PSV. Daar begon hij bij de E1 en doorliep de jeugdopleiding tot en met de A1.

### FC Porto
Op 17-jarige leeftijd gaat Engin naar Portugal. De transfer naar FC Porto was te danken aan Patrick Greveraars, die hoofd jeugdopleidingen was bij de Portugezen. Patrick was ook acht jaar zijn jeugdtrainer bij PSV geweest. Hij kende hem en wilde Engin bij Porto hebben. Bekdemir ondertekende zijn drie jarige contract in Porto bij de voorzitter zelf in het Estádio do Dragão stadion.